# 東京・横浜バイパス

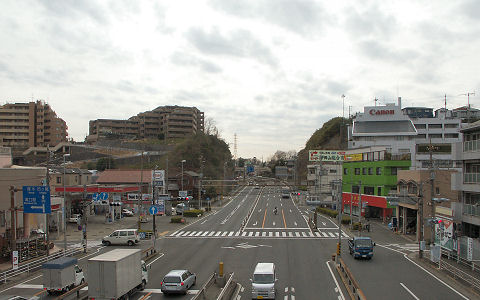
川崎市津田山付近を切通しで抜ける東京・横浜バイパス

東京・横浜バイパスは、東京都世田谷区から神奈川県川崎市宮前区を結ぶ、国道246号バイパスである。1980年（昭和55年）に全面開通した。
なお旧道にあたる道路は、世田谷区玉川 - 川崎市高津区瀬田 - 高津区久地 の二子橋付近の部分を除き、すでに国道指定を解除されている。

## 概要
- 起点 世田谷区玉川
- 終点 川崎市宮前区有馬
- 全長 8.2 km
- 車線数 4車線

名称には横浜を含むが世田谷区から川崎市にかけてが国道246号バイパスの指定区間であり、バイパスとしては横浜市内には至らない。国道246号自体はそのまま南伸し、厚木方面に抜けるため、横浜市内を貫く。

## 沿革
- 1974年（昭和49年）3月 新二子橋竣工。
- 1974年（昭和49年）4月3日 高津区溝口地区供用開始。二子・溝口市街を迂回。
- 1978年（昭和53年）6月30日 玉川高架橋（新二子橋に接続する世田谷区側の陸橋）完成。玉川 - 高津区二子（実際は高津区久地）間供用開始。二子玉川駅（当時は二子玉川園駅）前を迂回し、溝口地区の新道に接続。
- 1978年（昭和53年）12月20日 府中街道との立体交差（溝口地区）の供用開始。
- 1979年（昭和54年）7月17日 宮前区（当時は高津区）馬絹 - 有馬（同じく当時は高津区）間供用開始。鷺沼駅周辺を迂回。
- 1980年（昭和55年）4月7日 高津区下作延地区供用開始。津田山陸橋は暫定2車線。南武線、南武沿線道路などと立体交差化。梶が谷駅方面への急勾配を回避。距離の短縮。
- 1980年（昭和55年）7月23日 高津区梶ケ谷 - 馬絹間供用開始。玉川 - 有馬間のバイパス全通。尻手黒川道路と立体交差化。距離の短縮。
- 1982年（昭和57年）3月29日 津田山陸橋第2期完成。バイパス全線4車線化による完成。

## 主な交差点
- 上側が起点側、下側が終点側。左側が上り側、右側が下り側。
- 交差する道路は、県道以上の道路および立体交差をするもしくは立体交差をする計画の道路。特記がないものは市町道。

| 交差する道路など                             | 交差する場所 | 交差する場所 | 交差する場所 | 交差する場所 | 備考                                                                       |
| -------------------------------------------- | ------------ | ------------ | ------------ | ------------ | -------------------------------------------------------------------------- |
| 国道246号 瀬田・渋谷方面                     |              |              |              |              |                                                                            |
| 国道246号（旧道）                            | 東京都       | 世田谷区     | 玉川高架橋   |              | 二子玉川方面 二子玉川交差点で東京都道11号大田調布線に接続 渋谷方面のみ接続 |
| 多摩川                                       | 東京都       | 世田谷区     | 新二子橋     |              |                                                                            |
| 多摩川                                       | 神奈川県     | 川崎市高津区 | 新二子橋     |              |                                                                            |
| 川崎市主要地方道幸多摩線、国道246号（旧道）  | 神奈川県     | 川崎市高津区 | 新二子橋     |              | 長津田方面のみ接続                                                         |
| 神奈川県道・東京都道9号川崎府中線、国道409号 | 神奈川県     | 川崎市高津区 | 溝口陸橋     | 溝口         |                                                                            |
| 川崎市道尻手黒川線（尻手黒川道路）           | 神奈川県     | 川崎市宮前区 | 馬絹陸橋     | 馬絹         | 渋谷方面からの接続は尻手黒川国道下交差点                                   |
|                                              | 神奈川県     | 川崎市宮前区 |              | 峠茶屋前     | 終点のため便宜的に記載                                                     |
| 国道246号 長津田・厚木方面                   |              |              |              |              |                                                                            |